# NGC 7312
NGC 7312 је спирална галаксија у сазвежђу Пегаз која се налази на NGC листи објеката дубоког неба.
Деклинација објекта је + 5° 49' 3" а ректасцензија 22h 34m 34,9s. Привидна величина (магнитуда) објекта NGC 7312 износи 13,5 а фотографска магнитуда 14,3. NGC 7312 је још познат и под ознакама UGC 12083, MCG 1-57-10, CGCG 404-23, PGC 69198.